# 卡巴萊博河
卡巴萊博河（Kabalebo）是南美洲國家蘇里南境內的一條河流。
卡巴萊博河在阿珀爾阿（Apoera）附近與科蘭太因河（Courantijn）匯合。在蘇里南西部計劃中，原本準備在河上興建水坝以作為水力發電之用，但卻並未執行。